# Jagjit Shrestha
Jagjit Shrestha (* 7. August 1993 in Kathmandu) ist ein nepalesischer Fußballspieler. Er spielte von 2012 bis 2013 beim nepalesischen Verein Friends Club. Inzwischen ist er beim australischen Team  Nunawading City FC unter Vertrag. Shresta absolvierte unter anderem Spiele bei der Qualifikation zur Weltmeisterschaft 2014 für Nepal.